# Diplocoelus amplicollis
Diplocoelus amplicollis is een keversoort uit de familie houtskoolzwamkevers (Biphyllidae). De wetenschappelijke naam van de soort werd in 1877 gepubliceerd door Edmund Reitter.